# Парк Тиллы Дюрье

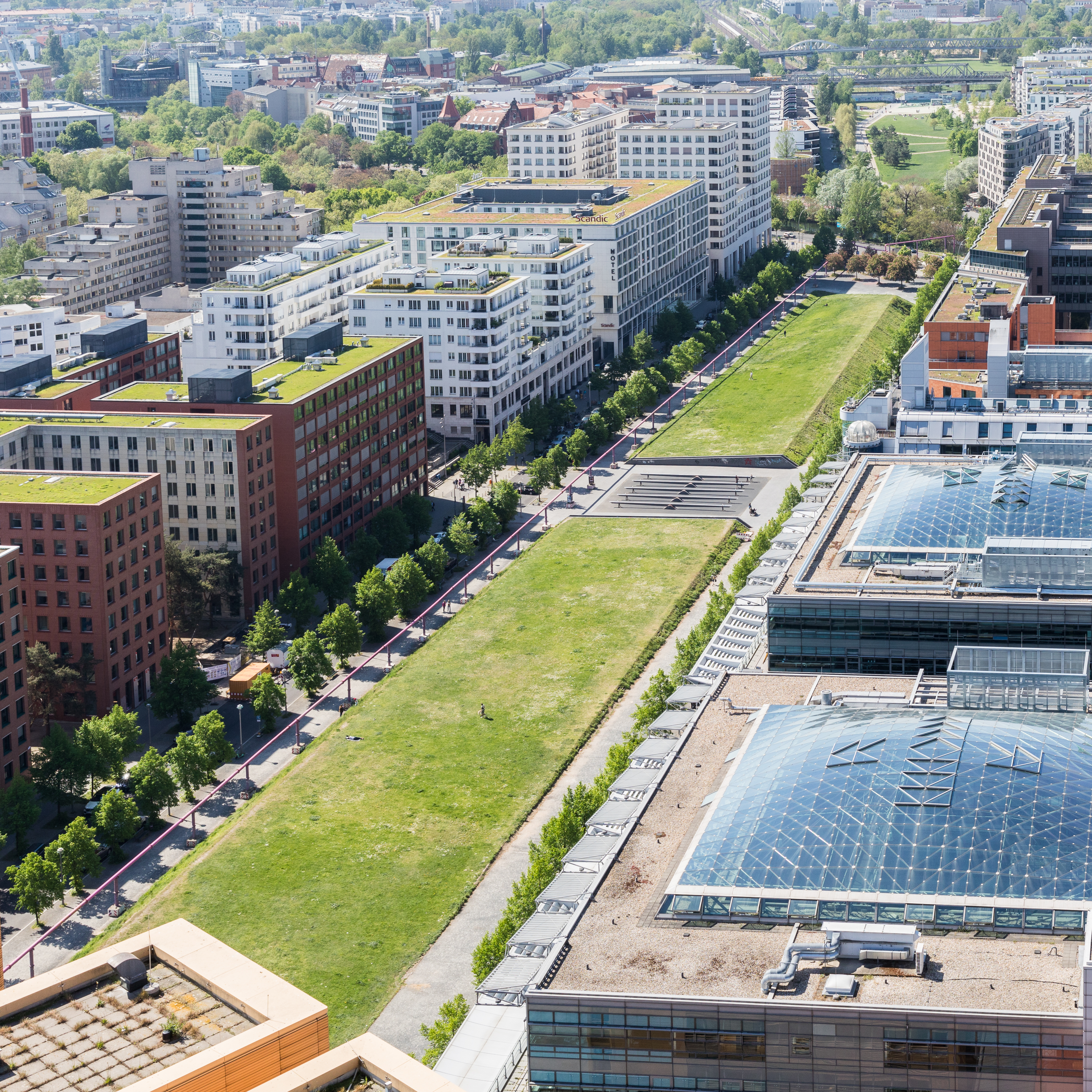
Вид на парк Тиллы Дюрье в южном направлении

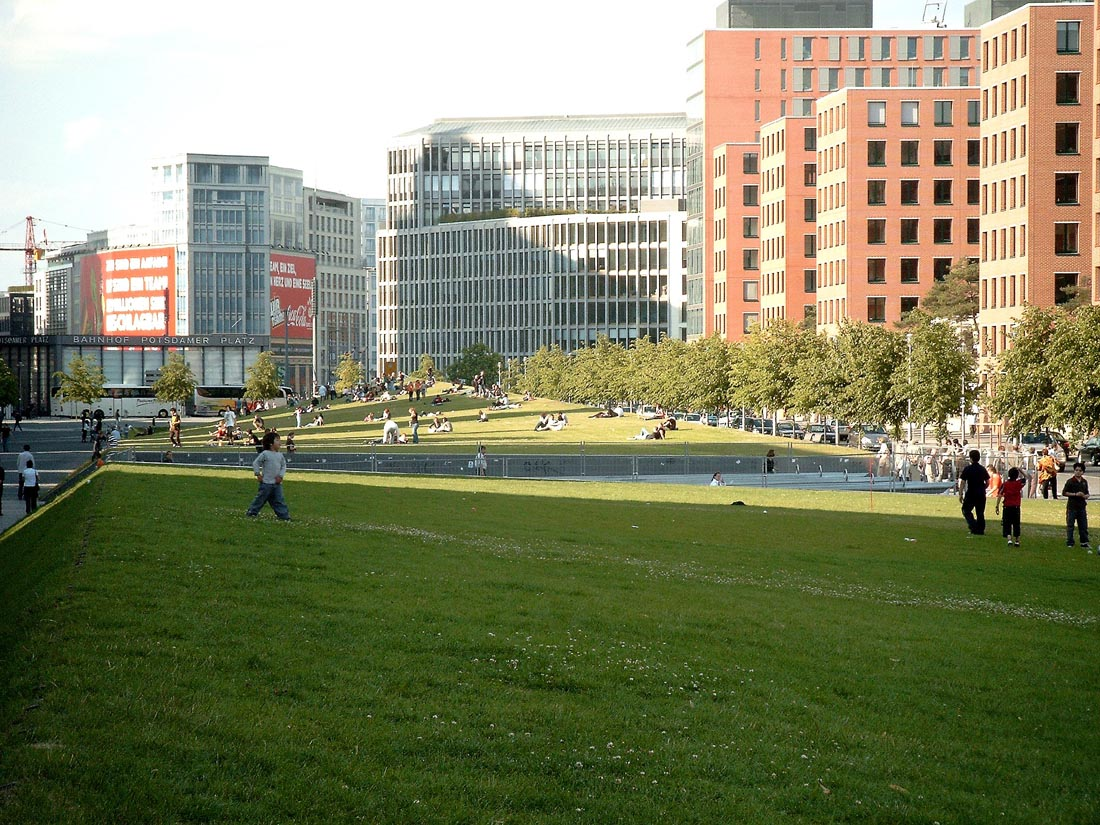
Гигантская газонная подушка парка Тиллы Дюрье

Парк Тиллы Дюрье (нем. Tilla Durieux-Park) — сквер в берлинском районе Тиргартен рядом с Потсдамской площадью. Имеет общую площадь в 25 тыс. м² и носит имя австрийской театральной актрисы. Парк, открывшийся 21 июня 2003 года, представляет собой лужайку в форме полосы длиной 485 и шириной 50 м, ведущую от Потсдамской площади к Ландвер-каналу.  Два покатых газона парка вдоль обрамляют боковые липовые аллеи. В центре парка установлены качели. Под парком Тиллы Дюрье проходит ведущий с севера на юг железнодорожный туннель для поездов дальнего следования, а в северной части парка расположена его вентиляционная шахта.
Проект парка Тиллы Дюрье, получившего шутливое прозвище «гигантская газонная подушка», был разработан нидерландскими ландшафтными архитекторами из амстердамского бюро DS Landschapsarchitecten, победившими в 1995 году в конкурсе «Два парка на Потсдамской площади». Вторым парком, созданным по этому проекту стал парк Генриетты Герц. Расходы на обустройство парка Тиллы Дюрье составили 2,25 млн евро.